# 乾康代
乾 康代（いぬい やすよ、1953年10月26日 - ）は、日本の住居・都市計画学者。元茨城大学教育学部教授。学術博士（大阪市立大学）。日本建築学会建築社会システム本委員会2016/2017幹事・関東支部住宅問題専門研究委員会元主査。茨城県住生活基本計画改定委員会元委員。東海村住まいづくり検討委員会元委員。新建築家技術者集団代表幹事。
専門は都市計画・まちづくり、住居学・住居計画・住環境計画。

## 略歴
奈良県生駒市出身。大阪大学文学部哲学科卒業。ドイツ系企業勤務の後、大阪工業大学工学部建築学科卒業。2000年大阪市立大学（現在の大阪公立大学）大学院生活科学研究科単位取得退学、学術博士（大阪市立大学）。2001年茨城大学教育学部に着任し、助教授・准教授を経て、2019年まで同学部教授を務めた。2021年東海村長選に立候補したが、現職に及ばなかった。
主な所属学会は、日本建築学会、日本都市計画学会、都市住宅学会、日本家政学会。主な著書は、原発都市 歪められた都市開発の未来（単著、幻冬舎メディアコンサルティング2018、学術書）、原発「廃炉」地域ハンドブック（共著、東洋書店新社2021、学術書）。

## 主な研究
- 地方都市における居住地の構造的特質とコミュニティのニーズに関する研究 - 水戸市を対象として[11]
- 都市近郊農村における集落空間の変容と居住域の展開 - 茨城県東海村船場区を対象として[12]
- 戸建て住宅地におけるコモンスペースによる空間構成と利用実態
- 建築協定地区における協定違反の発生実態と発生抑制の課題 - 茨城県2地区の建築法令の事例[13]
- 東日本大震災による被災者住宅再建支援の課題、建築計画分野における災害復旧・復興研究の意義と課題 - 東日本大震災からの5年で得た知見?
- 原子力発電所の廃炉後の跡地利用と地元のまちづくり -ドイツの旧グライフスヴァルト原発の事例研究?